# Miagłowo (przystanek kolejowy)
Miagłowo (ros. Мяглово) – przystanek kolejowy w miejscowości Miagłowo, w rejonie wsiewołożskim, w obwodzie leningradzkim, w Rosji. Położony jest na linii z petersburskiego Dworca Ładoskiego do Gor.